# Поглед на две хиляди ярда
Погледът на две хиляди ярда (също поглед на хиляда ярда или поглед в пространството) е разфокусиран, празен поглед на изтощен от битка войник, но симптомът може да присъства и сред жертви на друг тип травми. Унилият поглед отразява дисоциация от травма. Оттук, погледът на две хиляди ярда често се свързва с началния стадий на посттравматичен стрес. Все пак, не е задължително да бъде последван от ПТС и не винаги се проявява у пациенти с ПТС.

## Название
Фразата е популяризирана, след като списание Life публикува картината „Морските пехотинци го наричат онзи поглед на 2000 ярда“ на художника от Втората световна война Томас Лий, въпреки че картината не е наречена по този начин в списанието през 1945 г. Картината представлява портрет на морски пехотинец при битката за Пелелиу. Авторът на картината разказва за истинския пехотинец, който е изобразен:
| „ | Той напусна Щатите преди 31 месеца. Беше ранен по време на първата си кампания. Имаше тропически болести. Спи половинчато през нощта и измъква японци от дупки по цял ден. Две трети от ротата му са избити или ранени. Ще се върне да атакува тази сутрин. Колко може да издържи човек? | “ |

Разказвайки за пристигането си във Виетнам през 1965 г., ефрейтор Джо Хул споменава, че е забелязал безизразност в очите на новия си взвод. „Очите им изглеждаха сякаш живота бе изтръгнат от тях“.